# Kepler-91
Désignations
Kepler-91 (aussi nommé KIC 8219268 et KOI-2133) est un système planétaire situé dans la constellation de la Lyre. Il est situé à environ ∼ 4 400 a.l. (∼ 1 350 pc) de la Terre. Dans ce système, on connaît l'existence d'une étoile, d'au moins une planète, ainsi que peut-être d'une planète troyenne de ces deux derniers, bien que certains éléments laissent penser qu'il pourrait s'agit d'un faux positif.

## L'étoileKepler-91 a
Kepler-91 a, usuellement nommée simplement Kepler-91, est une étoile géante orangée. D'un rayon 6,3 ± 0,16 fois plus grand que celui du Soleil (soit un volume 250 ± 20 fois plus important) pour une masse seulement environ 30 % supérieure, sa masse volumique moyenne est d'environ 50 kilogrammes par mètre cube (5 % de la masse volumique de l'eau dans les conditions normales), à comparer aux 1 400 kilogrammes par mètre cube de masse volumique moyenne du Soleil. Sa température de surface, 4 550 ± 75 kelvins, est à l'origine de sa couleur orange. D'une magnitude visuelle apparente de 12,88, elle est beaucoup trop faible pour être visible à l'œil nu. Elle est située dans la constellation de la Lyre, dans le champ observé par le télescope spatial Kepler lors de sa mission primaire, ce qui a d'ailleurs permis de détecter une planète (voir section suivante).

### Articles scientifiques
- Lillo-Box et al. 2013
- Lillo-Box et al. 2014
- Barclay et al. 2015